# Amolops tawang
Amolops tawang — вид жаб родини жаб'ячих (Ranidae). Описаний у 2022 році.

## Поширення та екологія
Ендемік Індії. Цей вид відомий лише зі свого типового місцеположення в окрузі Таванг у штаті Аруначал-Прадеш. Єдиний екземпляр A. tawang було зібрано в середині дня з проливного гірського потоку з низьким об'ємом води, який характеризувався великими брилами. Зразок відпочивав під валуном у неглибокій цівці води. Один екземпляр Nanorana liebigii також був зібраний з того самого середовища проживання.

## Етимологія
Видовий епітет — це топонім, названий на честь району Таванг, звідки був зібраний голотип. Розташований у крайній західній частині Аруначал-Прадешу, Таванг відомий монастирем Таванг, який є найбільшим в Індії, а також є місцем народження 6-го Далай-лами Цанг'яна Г'ятсо.